# Titești
Titești – wieś w Rumunii, w okręgu Vâlcea, w gminie Titești. W 2011 roku liczyła 528 mieszkańców.